# Nuclear Strike
Nuclear Strike ist ein Shoot ’em up, das von Electronic Arts ursprünglich für die Playstation entwickelt wurde und im August 1997 veröffentlicht wurde. Es handelt sich um den Nachfolger zu Soviet Strike und ist der fünfte Teil der Strike-Reihe, die mit Desert Strike: Return to the Gulf begonnen wurde. Wenig später erschien eine Portierung für den PC. Für den Nintendo 64 ließ THQ durch Pacific Coast Power & Light eine Version portieren, die unter dem Namen Nuclear Strike 64 veröffentlicht wurde und 1999 erschien.

## Handlung
Nuclear Strike schließt inhaltlich an den Vorgänger Soviet Strike an. Als Pilot des sogenannten Strike-Teams greift man mittels moderner Waffentechnik in Konflikte ein. Geleitet werden die Operationen von General Earle, unterstützt wird der Spieler durch die Journalistin Andrea Grey und den Techniker Hack. Die Schauplätze sind Nordkorea, Sibirien und Indochina. Ziel ist es, den Warlord General Le Monde mit Waffengewalt daran zu hindern, Atomwaffen an Diktatoren zu liefern und zu zünden. Kurze Zwischensequenzen mit realen Schauspielern erzählen die Hintergrundgeschichte der Konflikte.

## Spielprinzip
Das Spielprinzip der Vorgänger bleibt weitgehend unverändert. Der Spieler steuert hauptsächlich einen sogenannten Super Apache, eine fiktive Variante des Apache-Kampfhelikopter. Er ist bewaffnet mit einem Maschinengewehr und zwei unterschiedlichen Raketentypen (Hydra-Rakete, Hellfire-Rakete). Zeitweise kann man auch einen Comanche und zivile Helikopter steuern. Zudem lassen sich ein Senkrechtstarter-Kampfflugzeug, Panzer und ein Luftkissenfahrzeug steuern. Auf den Missionskarten müssen verschiedene Aufträge erfüllt werden. Da Munition und Treibstoff begrenzt sind, muss der Spieler sorgsam mit seinen Ressourcen umgehen.

## Entwicklung
| Rolle         | Darsteller        |
| ------------- | ----------------- |
| Andrea Grey   | Susan Turner-Cray |
| General Earle | John Marzilli     |
| Hack          | Antwon Tanner     |
| Le Monde      | Bo Hopkins        |
| Naja          | Moon Bloodgood    |
| Cash          | Jamie Donovan     |
| Hwong         | Philip Tan        |

Für Nuclear Strike verwendete das Entwicklerteam eine weiterentwickelte Engine des Vorgängers. Das Spiel bot im Vergleich zum Vorgänger mehr Abwechslung im Vergleich mit dem Fuhrpark und bot eine Übersichtskarte. Zudem wurde der Schwierigkeitsgrad im Vergleich zum Vorgänger heruntergesetzt. Auf der Playstation kämpfte das Spiel jedoch mit Performanceproblemen. Das Spiel erschien am 31. August 1997 zunächst für die PlayStation, am 10. Juli 1999 dann für PC und schließlich im Dezember 1999 für Nintendo N64. In der Nintendo-64-Version fehlen Zwischensequenzen und die deutsche Synchronisation. Der Schwierigkeitsgrad ist herabsetzbar. Systembedingt ist die Grafik schlechter als auf anderen Plattformen.

## Rezeption
Für Power Play war die Kampagne abwechslungsreich. Das zeitgenössische Setting und die realistische Gewaltdarstellung treffe jedoch nicht jeden Geschmack. Volker Schütz von PC Player wertete stark ab. Die Grafik sei zwar ansehnlich, dagegen seien die FMV-Zwischensequenzen im MTV-Stil mit hektischen Schnitten völlig misslungen. Die Auflösung sei auf dem PC höher dafür sei die Steuerung auf der Ursprungsplattform PlayStation direkter.

“In short: Rent, don't buy. You can bet though that Electronic Arts will have another Strike game ready next year (Future Strike), and hopefully it will reinvent the series, rather than just rehash it.”

„Kurz gesagt: Lieber ausleihen, statt kaufen. Man kann darauf wetten, dass Electronic Arts nächstes Jahr ein weiteres Strike-Spiel rausbringen wird (Future Strike), und hoffentlich wird es die Serie neu erfinden, statt sie wieder nur aufzuwärmen“

Im Spiel wurde eine Fortsetzung der Reihe unter dem Titel Future Strike zunächst angedeutet. Im Laufe der Entwicklungsarbeiten wurde das Spiel jedoch vollständig aus dem Kontext der Reihe herausgelöst. Es kam schließlich als Future Cop LAPD auf den Markt.